# Nesiacarus australis
Nesiacarus australis är en kvalsterart som beskrevs av Balogh och Sandór Mahunka 1981. Nesiacarus australis ingår i släktet Nesiacarus och familjen Lohmanniidae. Inga underarter finns listade i Catalogue of Life.